# 클라우디오 비갈리
클라우디오 비갈리(이탈리아어: Claudio Bigagli, 1955년 12월 8일 ~ )는 이탈리아의 배우이다. 출생지는 몬탈레이다.

## 영화
- 사랑은 용서하지 않는다 (2015년)
- 피플 후 아 웰 (2014년)
- 특별한 하루  (2012년)
- 러브 허츠 (2011년)
- 오 볼리아 디 떼 (2007년)
- 쓰리 스텝스 오버 헤븐 (2004년)
- 불공평한 경쟁 (2001년)
- 피오릴레 (1993년)
- 지중해 (1991년) - 라파엘 몬티니 역
- 카오스 (1984년)
- 비앙카 (1983년)
- 로렌조의 밤 (1982년) - 콘라도 역